# Selección de fútbol de Mizoram
La Selección de fútbol de Mizoram es un equipo de fútbol de la India que juega el Trofeo Santosh, un torneo de fútbol a nivel de regiones que se juega en el país.

## Historia
Fue fundado en el año 1973 en la ciudad de Mizoram y es propiedad de la asociación de Fútbol de Mizoram, y tiene como principal logro el haber ganado el Trofeo Santosh en la temporada 2013/14 cuando vencieron en la final a Railways FT 3-0 en el Estadio Kanchenjunga.

## Palmarés
- Trofeo Santosh: 1

2013/14